# Projekt Melody
Projekt Melody, kurz auch Melody (japanisch メロディー Merodī), ist ein Computer-generiertes 3D-Camgirl und Virtual YouTuber. Erstmals trat Projekt Melody im Juli des Jahres 2019 in Erscheinung, als ihr offizielles Twitter-Profil eröffnet wurde. Anfang des Jahres 2020 begann Projekt Melody mit Livestreaming auf Twitch und Chaturbate, wodurch sich ihre Follower-Anzahl rapide von etwa 700 auf knapp 20.000 erhöhte. Ihre Popularität ruft gemischte Reaktionen hervor. Im Herbst 2020 wurde sie ein Gründungsmitglied von VShojo, einer der ersten westlichen Talentagenturen für VTuber. Projekt Melody beschreibt sich selbst als künstliche Intelligenz.

## Übersicht
Designed wurde Projekt Melody vom US-amerikanischen Animator DigitrevX, welcher auf Anime basierte 3D-Modelle erstellt. Projekt Melody wird in Echtzeit durch die Nutzung der Engine Unity gerendert. Sie hat blaufarbene Haare und trägt ein klebendes Pflaster auf der Nase. Ihr Aussehen ist an den Animes Ghost in the Shell und Hyperdimension Neptunia angelehnt.
In ihrer fiktiven Biografie behauptet Projekt Melody, eine künstliche Intelligenz zu sein, die programmiert wurde, E-Mails nach Malware zu durchsuchen. Sie entwickelte eine Besessenheit für die menschliche Sexualität, nachdem eine Reihe pornografische Pop-up-Werbung sie im Jahr 2019 verdorben hat. Ihr Geburtsdatum wurde mit der Eröffnung ihres Twitter-Profils mit dem 7. Juli 2000 angegeben. Sie beschreibt sich selbst als „das erste Computer-generierte Hentai-Camgirl“.
Projekt Melodys YouTube-Präsenz wurde im Juli 2019 eröffnet und weist derzeit 630.000 Abonnenten auf.

## Aktivitäten

### Chaturbate
Projekt Melody begann am 7. Februar 2020 auf Chaturbate zu streamen, wodurch sich die Anzahl ihrer Follower auf Twitter innerhalb der darauffolgenden drei Tage von knapp 700 auf annähernd 20.000 erhöhte. Am 14. Februar, Valentinstag, war sie erstmals komplett nackt zu sehen. In ihren laufenden Streams nutzt sie einen Vibrator, der über eine Bluetooth-Funktion besitzt und bei Donations reagiert.

### Twitch
Anfang März des Jahres 2020 begann Melody auch auf der Videoplattform Twitch zu streamen und ging eine Partnerschaft mit Twitch ein, bevor sie überhaupt auf der Plattform tätig wurde. Am 9. März 2020, nach ihrem ersten offiziellen Stream, hatte sie auf der Plattform 50.000 Followers. Am 12. März wurde ihr Kanal, trotz Partnerschaft mit Twitch, vorübergehend gesperrt. Ein Nutzer auf Reddit nannte mehrere mögliche Gründe für die Sperre wie etwa das Verlinken auf pornografische Inhalte, die Partnerschaft mit Fakku und dem sichtbaren Zeigen eines Vibrators während des Streamings. Am 4. November 2020 wurde sie aufgrund von DMCA-Verletzungen gebannt, da der Modellautor DigitrevX mehrere Urheberrechtsverletzungen gemeldet hatte. Am folgenden Tag wurde der Bann aufgehoben. Melody verkündete am 24. November 2020 den Start von VShojo, einer der ersten westlichen VTuber-Talentagenturen, welche sie und sechs weitere englischsprachige VTuber auf Twitch vertritt.

## Reaktionen
Die Popularität von Projekt Melody rief Kritiken anderer Webcam-Models hervor, wie die von Lennox May, die zusammenfasste, dass Melody nicht den gleichen Grad an Zerbrechlichkeit erfahre und nicht auf gleichen Plattformen auftreten sollte auf der reale Webcam-Models auftreten. Dagegen schrieb xhumanist, Moderator des digisexual-Subreddit, das Melody vor allem die Wünsche der sexuell entrechteten Männer anspreche, die ihre sexuelle und emotionale Befriedigung eher in der digitalen als in der realen Welt erfahren. Ellis machte aus, dass die sämtliche digitalsexuelle Männer meist eine frauenfeindliche Tendenz aufweisen. Diese Thematik wird auch einem Bericht auf der Plattform Futurism besprochen.
Auch Kayla Kibbe von InsideHook geht auf Ellis Artikel ein.
Der EDM-Produzent GHOST DATA veröffentlichte ein nach Projekt Melody benanntes Lied, welches ihr gewidmet ist.